# Ostoja Stjepanović
Ostoja Stjepanović (Macedonisch: Остоја Стјепановиќ) (Skopje, 17 februari 1985) is een Macedonisch voormalig voetballer die doorgaans speelde als middenvelder. Tussen 2004 en 2020 was hij actief voor FK Makedonija, Partizan, Slavija, Dinamo Vranje, Vardar Skopje, Čukarički, SV Mattersburg, Taraz, opnieuw Vardar Skopje, Wisła Kraków, OFK Beograd, AEL Limasol, Śląsk Wrocław, Rabotnički Skopje, opnieuw FK Makedonija en Rad. Stjepanović maakte in 2012 zijn debuut in het Macedonisch voetbalelftal en kwam uiteindelijk tot achttien interlandoptredens.

## Clubcarrière
Stjepanović speelde in de jeugdopleiding van FK Makedonija, waar hij in 2004 doorbrak en twee duels speelde. In 2005 werd hij overgenomen door het Servische Partizan. Dat avontuur werd echter geen denderend succes: de middenvelder kwam nimmer in actie voor Partizan en werd achtereenvolgens verhuurd aan Slavija Istočno Sarajevo, Dinamo Vranje en Vardar Skopje. In 2008 speelde hij kortstondig bij Čukarički, waarna hij twee seizoenen onder contract stond bij het Oostenrijkse SV Mattersburg. Na een half jaar bij Taraz in Kazachstan, keerde hij terug naar zijn vaderland, waar hij ging spelen voor Vardar Skopje. In de zomer van 2013 tekende Stjepanović voor twee jaar bij Wisła Kraków. Na twee seizoenen keerde hij terug in Servië om voor OFK Beograd te gaan spelen. Daar speelde hij een half seizoen voor AEL Limasol hem overnam. Opnieuw een halfjaar later verkaste de Macedoniër naar Śląsk Wrocław. Deze club verliet Stjepanović in de zomer van 2017 voor Rabotnički Skopje. Anderhalf jaar later verkaste de middenvelder naar FK Makedonija, waar hij ooit zijn carrière was begonnen. Medio 2019 werd Rad de nieuwe werkgever van Stjepanović. In de zomer van 2020 besloot Stjepanović op vijfendertigjarige leeftijd een punt achter zijn actieve loopbaan te zetten.

## Clubstatistieken
| Seizoen | Club              | Competitie   | Competitie | Competitie | Beker | Beker | Internationaal | Internationaal | Totaal | Totaal |
| Seizoen | Club              | Competitie   | Wed.       | Dlp.       | Wed.  | Dlp.  | Wed.           | Dlp.           | Wed.   | Dlp.   |
| ------- | ----------------- | ------------ | ---------- | ---------- | ----- | ----- | -------------- | -------------- | ------ | ------ |
| 2007/08 | Čukarički         | Superliga    | 8          | 1          | 0     | 0     | —              | —              | 8      | 1      |
| 2008/09 | Čukarički         | Superliga    | 11         | 1          | 0     | 0     | —              | —              | 11     | 1      |
| 2008/09 | SV Mattersburg    | Bundesliga   | 14         | 1          | 0     | 0     | —              | —              | 14     | 1      |
| 2009/10 | SV Mattersburg    | Bundesliga   | 14         | 0          | 1     | 0     | —              | —              | 15     | 0      |
| 2011    | Taraz             | Premjer-Liga | 16         | 3          | 2     | 0     | —              | —              | 18     | 3      |
| 2011/12 | Vardar Skopje     | Prva Liga    | 26         | 0          | 4     | 1     | —              | —              | 30     | 1      |
| 2012/13 | Vardar Skopje     | Prva Liga    | 31         | 5          | 4     | 0     | 2              | 1              | 37     | 6      |
| 2013/14 | Wisła Kraków      | Ekstraklasa  | 34         | 0          | 2     | 0     | —              | —              | 36     | 0      |
| 2014/15 | Wisła Kraków      | Ekstraklasa  | 3          | 0          | 0     | 0     | —              | —              | 3      | 0      |
| 2015/16 | OFK Beograd       | Superliga    | 14         | 0          | 0     | 0     | —              | —              | 14     | 0      |
| 2015/16 | AEL Limasol       | A Divizion   | 13         | 0          | 2     | 0     | —              | —              | 15     | 0      |
| 2016/17 | Śląsk Wrocław     | Ekstraklasa  | 27         | 1          | 1     | 0     | —              | —              | 28     | 1      |
| 2017/18 | Rabotnički Skopje | Prva Liga    | 31         | 2          | 0     | 0     | —              | —              | 31     | 2      |
| 2018/19 | Rabotnički Skopje | Prva Liga    | 14         | 5          | 1     | 0     | 2              | 0              | 17     | 5      |
| 2018/19 | FK Makedonija     | Prva Liga    | 16         | 1          | 2     | 0     | —              | —              | 18     | 1      |
| 2019/20 | Rad               | Superliga    | 15         | 0          | 0     | 0     | —              | —              | 15     | 0      |
| Totaal  | Totaal            | Totaal       | 287        | 21         | 19    | 1     | 4              | 1              | 310    | 22     |

## Interlandcarrière
Zijn debuut in het Macedonisch voetbalelftal maakte Stjepanović op 14 november 2012, toen met 3–2 gewonnen werd van Slovenië. De middenvelder mocht in de tweede helft invallen voor Darko Tasevski.
| Interlands van Ostoja Stjepanović voor Macedonië | Interlands van Ostoja Stjepanović voor Macedonië | Interlands van Ostoja Stjepanović voor Macedonië | Interlands van Ostoja Stjepanović voor Macedonië | Interlands van Ostoja Stjepanović voor Macedonië | Interlands van Ostoja Stjepanović voor Macedonië |
| №                                                | Datum                                            | Wedstrijd                                        | Uitslag                                          | Competitie                                       | Goals                                            |
| Als speler bij Vardar Skopje                     | Als speler bij Vardar Skopje                     | Als speler bij Vardar Skopje                     | Als speler bij Vardar Skopje                     | Als speler bij Vardar Skopje                     | Als speler bij Vardar Skopje                     |
| ------------------------------------------------ | ------------------------------------------------ | ------------------------------------------------ | ------------------------------------------------ | ------------------------------------------------ | ------------------------------------------------ |
| 1                                                | 14 november 2012                                 | Macedonië – Slovenië                             | 3 – 2                                            | Vriendschappelijk                                |                                                  |
| 2                                                | 14 december 2012                                 | Macedonië – Polen                                | 1 – 4                                            | Vriendschappelijk                                |                                                  |
| 3                                                | 6 februari 2013                                  | Macedonië – Denemarken                           | 3 – 0                                            | Vriendschappelijk                                |                                                  |
| 4                                                | 11 juni 2013                                     | Noorwegen – Macedonië                            | 2 – 0                                            | Vriendschappelijk                                |                                                  |
| Als speler bij Wisła Kraków                      |                                                  |                                                  |                                                  |                                                  |                                                  |
| 5                                                | 14 augustus 2013                                 | Macedonië – Bulgarije                            | 2 – 0                                            | Vriendschappelijk                                |                                                  |
| 6                                                | 10 september 2013                                | Macedonië – Schotland                            | 1 – 2                                            | WK 2014 kwalificatie                             |                                                  |
| 7                                                | 11 oktober 2013                                  | Wales – Macedonië                                | 1 – 0                                            | WK 2014 kwalificatie                             |                                                  |
| 8                                                | 15 oktober 2013                                  | Servië – Macedonië                               | 5 – 1                                            | WK 2014 kwalificatie                             |                                                  |
| 9                                                | 5 maart 2014                                     | Macedonië – Letland                              | 2 – 1                                            | Vriendschappelijk                                |                                                  |
| Als speler bij OFK Beograd                       |                                                  |                                                  |                                                  |                                                  |                                                  |
| 10                                               | 12 oktober 2015                                  | Wit-Rusland – Macedonië                          | 0 – 0                                            | EK 2016 kwalificatie                             |                                                  |
| 11                                               | 12 november 2015                                 | Macedonië – Montenegro                           | 4 – 1                                            | Vriendschappelijk                                |                                                  |
| 12                                               | 17 november 2015                                 | Macedonië – Libanon                              | 0 – 1                                            | Vriendschappelijk                                |                                                  |
| Als speler bij AEL Limasol                       |                                                  |                                                  |                                                  |                                                  |                                                  |
| 13                                               | 23 maart 2016                                    | Slovenië – Macedonië                             | 1 – 0                                            | Vriendschappelijk                                |                                                  |
| 14                                               | 29 maart 2016                                    | Macedonië – Bulgarije                            | 0 – 2                                            | Vriendschappelijk                                |                                                  |
| Als speler bij Śląsk Wrocław                     |                                                  |                                                  |                                                  |                                                  |                                                  |
| 15                                               | 5 september 2016                                 | Albanië – Macedonië                              | 2 – 1                                            | WK 2018 kwalificatie                             |                                                  |
| 16                                               | 28 maart 2017                                    | Macedonië – Wit-Rusland                          | 3 – 0                                            | Vriendschappelijk                                |                                                  |
| 17                                               | 5 juni 2017                                      | Macedonië – Turkije                              | 0 – 0                                            | Vriendschappelijk                                |                                                  |
| 18                                               | 11 juni 2017                                     | Macedonië – Spanje                               | 1 – 2                                            | WK 2014 kwalificatie                             |                                                  |

## Erelijst
| Prva Liga | 2 | 2011/12, 2012/13 |